# 페트라 달만
페트라 달만(독일어: Petra Dallmann, 1978년 11월 21일 ~ )은 독일의 수영 선수이다. 2004년 아테네 올림픽에서 동메달을 땄다.